# Roberto Gagliardini
Roberto Gagliardini (sinh ngày 7 tháng 4 năm 1994) là một người cầu thủ bóng đá chuyên nghiệp người Ý hiện đang chơi ở vị trí tiền vệ cho AC Monza.

## Thông tin cá nhân
Sinh ra tại Bergamo, Gagliardini bắt đầu sự nghiệp của mình tại câu lạc bộ quê nhà Atalanta chơi cho đội trẻ. Anh được gọi vào đội 1 mùa giải 2013-14.
Vào ngày 4 tháng 12 năm 2013, Gagliardini bắt đầu thi đấu chuyên nghiệp, đầu tiên trong chiến thắng 2-0 trên sân nhà trước Sassuolo tại Coppa Italia. Vào ngày 17 tháng 1 năm 2014, anh đến Cesena với bản hợp đồng cho mượn. Gagliardini tám ngày sau đó đã ghi bàn thắng đầu tiên kể từ khi bắt đầu thi đấu chuyên nghiệp đầu tiên của mình trong chiến thắng 3-1 tại Varese.
Ngày 1 tháng 9 năm 2014 được mượn bởi Spezia Calcio và vào ngày 29 tháng 7 năm 2015, Gagliardini chuyển đến Vicenza Calcio.
Ngày 11 tháng 1 năm 2017, Gagliardini đến với Inter sau khi Atalanta đồng ý cho mượn kèm theo điều khoản mua đứt vào năm 2018 giá 25 triệu euro.

## Thi đấu quốc tế
Vào ngày 28 tháng 2 năm 2014, Gagliardini được gọi vào đội tuyển U20 Ý. Ngày 12 tháng 8 năm 2015, anh tiếp tục ra mắt với U21 Ý trong một trận đấu giao hữu với Hungary.
Trong tháng 11 năm 2016, Gagliardini lần đầu tiên được gọi vào đội tuyển quốc gia Ý trong chiến dịch vòng loại World Cup 2018 khi tiếp đón Liechtenstein và trận đấu giao hữu với Đức.

## Thống kê sự nghiệp

### Câu lạc bộ
Tính đến 4 tháng 10 năm 2020
| Câu lạc bộ          | Mùa giải            | Serie A | Serie A | Coppa Italia | Coppa Italia | Châu Âu | Châu Âu | Khác | Khác | Tổng cộng | Tổng cộng |
| Câu lạc bộ          | Mùa giải            | Trận    | Bàn     | Trận         | Bàn          | Trận    | Bàn     | Trận | Bàn  | Trận      | Bàn       |
| ------------------- | ------------------- | ------- | ------- | ------------ | ------------ | ------- | ------- | ---- | ---- | --------- | --------- |
| Cesena (mượn)       | 2013–14             | 21      | 1       | —            | —            | —       | —       | —    | —    | 21        | 1         |
| Cesena (mượn)       | Tổng cộng           | 21      | 1       | —            | —            | —       | —       | —    | —    | 21        | 1         |
| Spezia (mượn)       | 2014–15             | 14      | 1       | 0            | 0            | —       | —       | —    | —    | 14        | 1         |
| Spezia (mượn)       | Tổng cộng           | 14      | 1       | 0            | 0            | —       | —       | —    | —    | 14        | 1         |
| Vicenza (mượn)      | 2015–16             | 16      | 1       | 3            | 0            | —       | —       | —    | —    | 19        | 1         |
| Vicenza (mượn)      | Tổng cộng           | 16      | 1       | 0            | 0            | —       | —       | —    | —    | 19        | 1         |
| Atalanta            | 2013–14             | 0       | 0       | 1            | 0            | —       | —       | —    | —    | 1         | 0         |
| Atalanta            | 2015–16             | 1       | 0       | 0            | 0            | —       | —       | —    | —    | 1         | 0         |
| Atalanta            | 2016–17             | 13      | 0       | 1            | 0            | —       | —       | —    | —    | 14        | 0         |
| Atalanta            | Tổng cộng           | 14      | 0       | 2            | 0            | —       | —       | —    | —    | 16        | 0         |
| Internazionale      | 2016–17             | 18      | 2       | 1            | 0            | —       | —       | —    | —    | 19        | 2         |
| Internazionale      | 2017–18             | 30      | 0       | 2            | 0            | —       | —       | —    | —    | 32        | 0         |
| Internazionale      | 2018–19             | 19      | 5       | 2            | 0            | 0       | 0       | —    | —    | 21        | 5         |
| Internazionale      | 2019–20             | 24      | 4       | 0            | 0            | 8       | 0       | —    | —    | 32        | 4         |
| Internazionale      | 2020–21             | 2       | 1       | 0            | 0            | 0       | 0       | —    | —    | 2         | 1         |
| Internazionale      | Tổng cộng           | 93      | 12      | 5            | 0            | 8       | 0       | —    | —    | 106       | 12        |
| Tổng cộng sự nghiệp | Tổng cộng sự nghiệp | 158     | 15      | 10           | 0            | 8       | 0       | —    | —    | 176       | 15        |

### Quốc tế
Tính đến 11 tháng 11 năm 2019
| Ý         | Ý    | Ý   |
| Năm       | Trận | Bàn |
| --------- | ---- | --- |
| 2017      | 3    | 0   |
| 2018      | 3    | 0   |
| 2020      | 1    | 0   |
| Tổng cộng | 7    | 0   |

## Danh hiệu
Inter Milan
- Serie A: 2020–21
- Coppa Italia: 2021–22, 2022–23
- Supercoppa Italiana: 2021, 2022